# Pollux (ster)
Pollux (beta Geminorum) is de helderste ster in het sterrenbeeld Tweelingen (Gemini). Het is met een afstand van 33,8 lichtjaar de dichtstbijzijnde oranje reus en reuzenster.
Het is de 17de helderste ster in de hemel (zie ook lijst van helderste sterren).
Sinds 1993 werd vermoed dat de ster een planeet heeft. In 2006 werd dit bevestigd met de ontdekking van Pollux b.
Pollux is genoemd naar de gelijknamige Romeinse mythologische figuur, de onsterfelijke tweelingbroer van Castor. Castor en Pollux zijn geboren uit Zeus en Leda. In de Griekse mythologie heette hij Polydeukes.
Deze ster maakt deel uit van de Winterzeshoek.

## Grootte
De ster is groter dan de Zon; ze heeft ongeveer 2 keer meer massa en een negen keer grotere straal. Door een tekort aan waterstof is de ster geëvolueerd in een reuzenster met een spectraalklasse van KO III.

## Declinatie
Pollux heeft, met +28°, dezelfde declinatie als deze van Albireo (β Cygni).